# باتريشيا جاكوبس
باتريشيا جاكوبس (بالإنجليزية: Patricia Jacobs)‏ (و. 1934 – م) هي عالمة وراثة، وأستاذة جامعية، من المملكة المتحدة، و الجمعية الملكية، والأكاديمية الوطنية للعلوم.

## جوائز
حصلت على جوائز منها:
- جائزة مارش أوف ديمز في علم الأحياء التنموي [الإنجليزية]‏ (2011)
- زميل في الجمعية الملكية.